# Bergenost

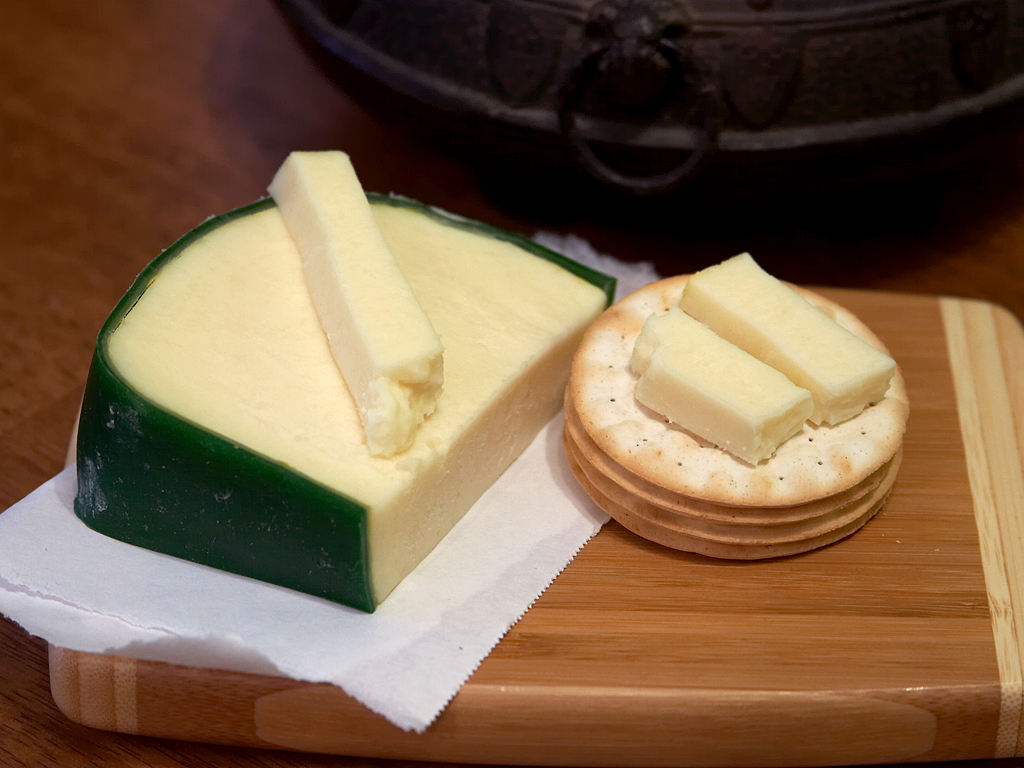
Bergenost.

El Bergenost es un queso triple crema de mantequilla al estilo noruego elaborado por Yancey's Fancy en Corfu (Nueva York) usando cultivos importados de Noruega. Este queso ganó una medalla de oro en el New York State Fair Cheese Contest de 1999. Se vende en cuñas con una distintiva corteza de cera verde.
El Bergenost es un queso semitierno con un sabor suave y una sutil nota de acidez. Su sabor lo hace un buen complemento del dulzor agrio del arándano rojo, otro favorito noruego.
- Datos: Q4891583